# Ural-375
Ural-375 – radziecki samochód ciężarowy o ładowności 4,5 t produkowany w latach 1961–1993 w fabryce UralAZ. Opracowany w celu zastąpienia pojazdów ZiŁ-157, od 1979 roku pełnił funkcję podstawowego samochodu ciężarowego w Armii Radzieckiej, z czasem zastąpiony w tej roli przez model Ural-4320.
Samochody wykorzystywane były m.in. do transportu piechoty i zaopatrzenia, a także jako platforma dla wieloprowadnicowej wyrzutni rakietowej BM-21 Grad.
Wśród użytkowników samochodu były siły zbrojne: Angoli, Egiptu, Etiopii, Iranu, Korei Północnej, Polski, Rosji, Serbii, Syrii, Węgier i Wietnamu.

## Wersje
- Ural-375 – wersja z otwartą kabiną i otwartą częścią ładunkową (opcjonalnie pokryte brezentem), napęd 6×6[2]
- Ural-375A – wersja z zamkniętą kabiną i zamkniętą częścią ładunkową, napęd 6×6[2]
- Ural-375D – wersja z zamkniętą kabiną i otwartą częścią ładunkową, napęd 6×6, najliczniej produkowana wersja[2]
- Ural-375E KET-L – wersja wyposażona w dźwig oraz przednią i tylną wyciągarkę, napęd 6×6[2]
- Ural-375S – ciągnik siodłowy, napęd 6×6[2]
- Ural-377 – wersja cywilna, napęd 6×4[2]
- Ural-377S – wersja cywilna, ciągnik siodłowy, napęd 6×4[2]

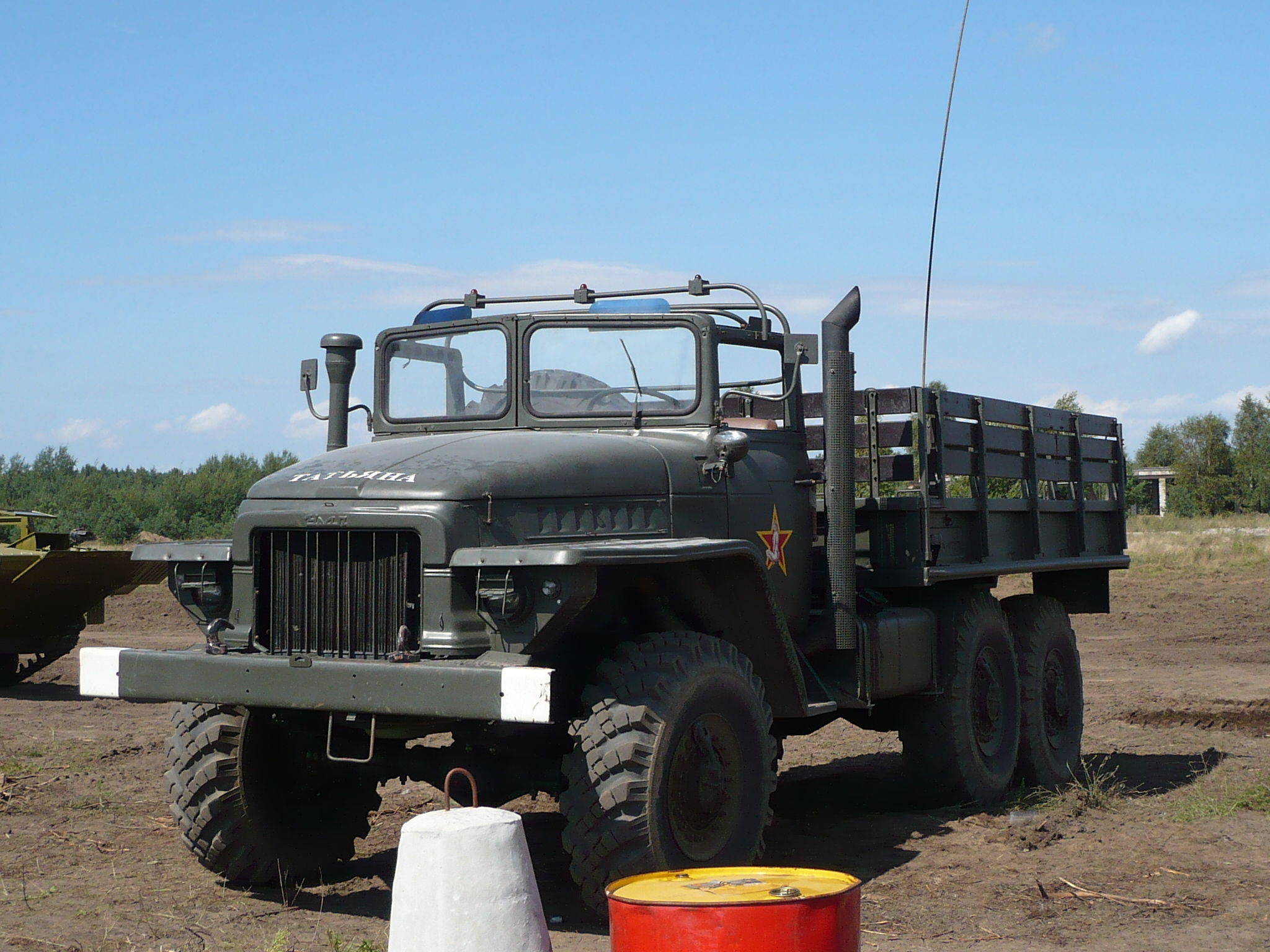
Pierwszy wariant Ural-375
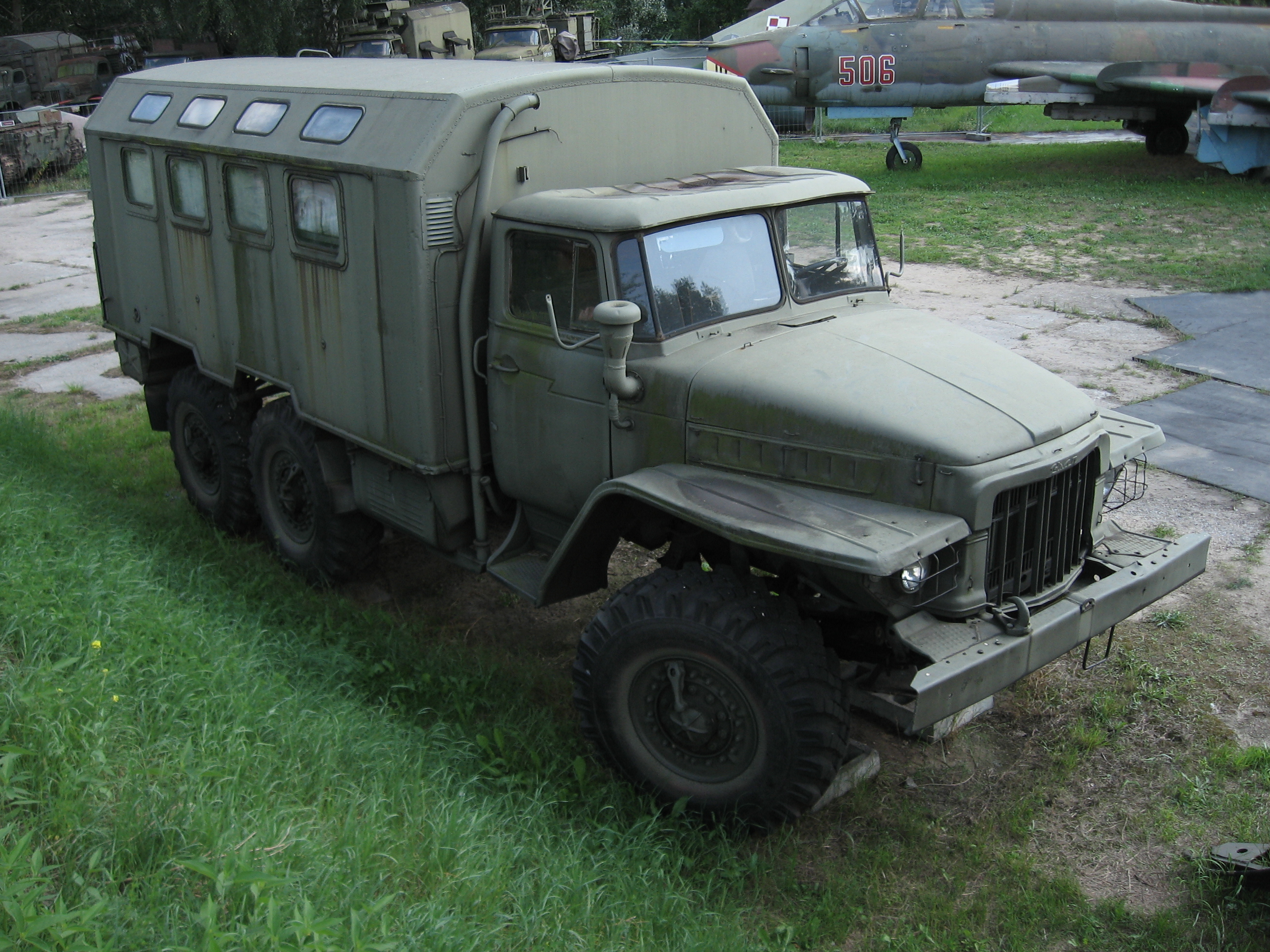
Ural-375A w warszawskim Muzeum Polskiej Techniki Wojskowej
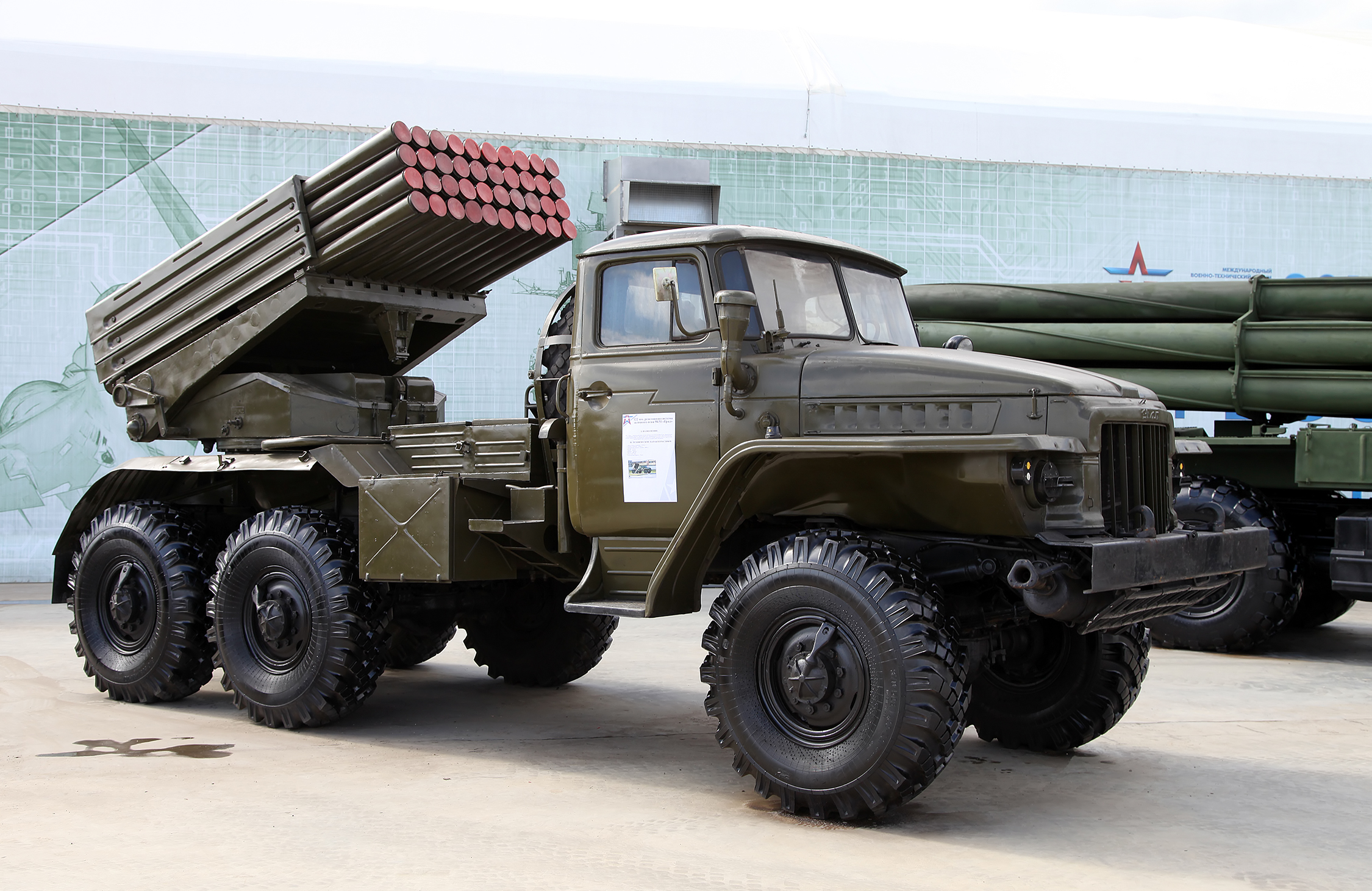
Wyrzutnia BM-21 Grad na podwoziu Ural-375D
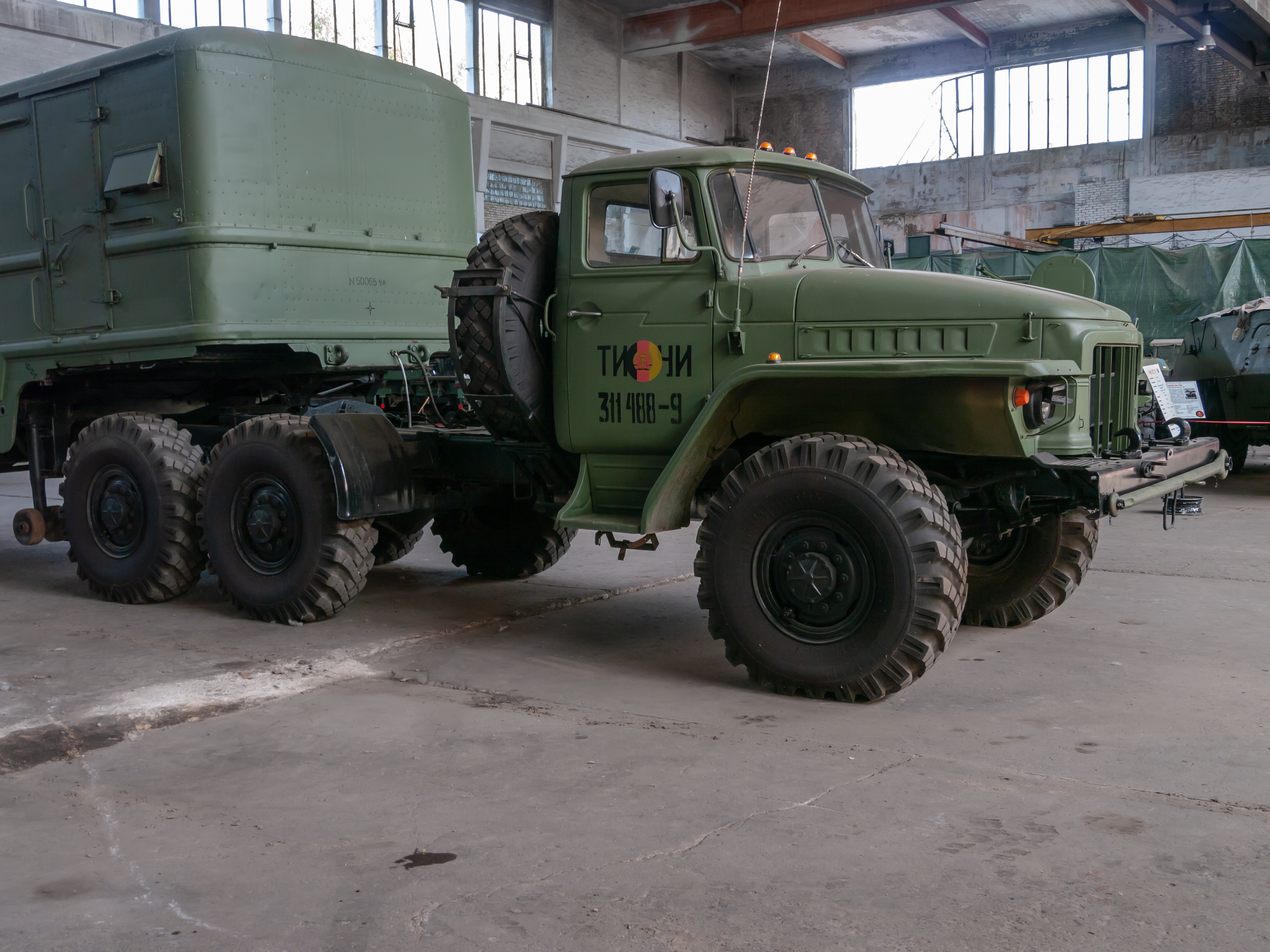
Ural-377S w Technik-Museum Pütnitz w Ribnitz-Damgarten